# Alberton, Prince Edward Island
Alberton är en ort i Kanada.   Den ligger i provinsen Prince Edward Island, i den östra delen av landet, 900 km öster om huvudstaden Ottawa. Alberton ligger 10 meter över havet och antalet invånare är 1 147.
Terrängen runt Alberton är platt. Havet är nära Alberton åt sydost. Runt Alberton är det glesbefolkat, med 9 invånare per kvadratkilometer.. Alberton är det största samhället i trakten. 